# Coccycua pumila
Il cuculo nano (Coccycua pumila (Strickland, 1852)) è un uccello della  famiglia Cuculidae.

## Distribuzione e habitat
Questo uccello vive in Brasile, Colombia, Venezuela e Panama.

## Sistematica
Coccycua pumila talvolta viene inserita nel genere Coccyzus. Non ha sottospecie, è monotipica.